# Crisis del Líbano de 1958
La crisis de 1958 en el Líbano fue una crisis política libanesa causada por tensiones políticas y religiosas internas. La intervención duró alrededor de tres meses hasta que el presidente Camille Chamoun, que había solicitado la asistencia, completó su mandato como presidente del Líbano. Las fuerzas gubernamentales estadounidenses y libanesas ocuparon con éxito el puerto y el aeropuerto internacional de Beirut. Con la crisis, los Estados Unidos se retiraron.
El presidente Camille Chamoun, un líder prooccidental, se niega a romper las relaciones diplomáticas con el Reino Unido y Francia cuando atacan Egipto durante la crisis de Suez en 1956. La comunidad musulmana insta al gobierno a fusionarse con la República Árabe Unida, que rechaza categóricamente la comunidad cristiana maronita. Las tensiones se combinan para elevar la tensión. Los ataques de bomba y los asesinatos preceden a las grandes protestas callejeras. Desde junio de 1958 estalló una guerra de guerrillas en las montañas entre los leales liderados por Naim Moghabghab y los insurgentes encabezados por Kamal Jumblatt.
Antes de esta agitación y la revolución en la misma fecha en Irak matanza de prooccidental rey Faisal II y su primer ministro, Chamoun obtiene el desembarco de 14.000 militares de Estados Unidos (funcionamiento azul del palo) incluyendo 8509 miembros Ejército de los Estados Unidos, incluyendo un contingente de la división de infantería de Estados Unidos 24 y 5.670 marines de la división marina segundo, bajo la dirección del Comando Europeo de Estados Unidos que asegura el puerto de Beirut y de su aeropuerto internacional, que garantiza el triunfo la contrarrevolución encabezada por los Kataëb.
Estas fuerzas abandonaron el país el 28 de octubre de 1958, y fueron asesinadas por un francotirador y otras tres muertes accidentales. El presidente de los Estados Unidos Eisenhower, bajo la Doctrina Eisenhower, significa un diplomático Robert D. Murphy como representante personal en esta crisis, que desempeña un papel importante en el fomento de Camille Chamoun a renunciar y las cosas se calmen. Hacia el final del mandato de Chamoun en septiembre, un nuevo presidente muy respetado, el general Fouad Chehab fue elegido y la oposición exige que el nombramiento del jefe de la insurrección, Rachid Karamé, como primer ministro.